# The Christmas Spirit
The Christmas Spirit je božićni, 17. album Johnnyja Casha objavljen 1963. u izdanju Columbia Recordsa. Sadrži četiri originalne božićne pjesme koje je napisao Cash i osam pjesama drugih autora, uključujući "Blue Christmas", "Silent Night" i "Little Drummer Boy".

## Popis pjesama
1. "The Christmas Spirit" (Cash)
2. "I Heard the Bells on Christmas Day" (Henry Wadsworth Longfellow, John B. Calkin)
3. "Blue Christmas" (Bill Hayes, Jay Johnston)
4. "The Gifts They Gave" (Cash)
5. "Here Was a Man" (Johnny Bond, Tex Ritter)
6. "Christmas as I Knew It" (June Carter, Jan Howard)
7. "Silent Night" (Franz Gruber, Josef Mohr)
8. "The Little Drummer Boy" (Katherine Davis, Henri Onerati, Harry Simeone)
9. "Ringing the Bells for Jim" (Carter, Howard)
10. "We Are the Shepherds" (Cash)
11. "Who Kept the Sheep" (Cash, Carter)
12. "Ballad of the Harp Weaver" (Vincent Millay)

## Izvođači
- Johnny Cash - vokali
- Luther Perkins, Grady Martin, Jack Clement - gitara
- Marshall Grant - bas
- W.S. Holland - bubnjevi
- Hargus "Pig" Robbins, Bill Pursell - orgulje/klavir
- Maybelle Carter - autoharfa
- Anita Kerr - orgulje
- Bob Johnson - flauta

## Ljestvice
Album - Billboard (Sjeverna Amerika)
| Godina | Ljestvica  | Pozicija |
| ------ | ---------- | -------- |
| 1963.  | Pop albumi | 7        |

Singlovi - Billboard (Sjeverna Amerika)
| Godina | Singl                    | Ljestvica        | Pozicija |
| ------ | ------------------------ | ---------------- | -------- |
| 1959.  | "The Little Drummer Boy" | Country singlovi | 24       |
| 1959.  | "The Little Drummer Boy" | Country singlovi | 63       |